# Сушки (Рязанська область)
Сушки — село в Кіріцькому сільському поселенні Спаського муніципального району Рязанської області.

## Географія
Знаходиться на висоті 146 м над рівнем моря.Через село протікає річка Кіріця. Також поруч проходить траса М5. Село складається з вулиць: Радянської, Інтернатської, Вишневої, Аптечної, Шкільної, Церковної та ін.

## Історія
Вперше згадується як Тихвинський починок у 1568 році в числі вотчин рязанських архієреїв. У переписній книзі за 1678 рік в ньому значилося 6 селянських, 12 бобильських дворів — всього 42 душі.
У 1680 році митрополит Рязанський і Муромський Йосип побудував у Сушках Воскресенську церкву. У 1752 році замість застарілої церкви було дозволено побудувати нову, але через брак коштів будівництво так і не почалося. Нарешті, у відповідь на прохання парафіян про будівництво нової кам'яної церкви, 14 травня 1847 року їм була видана храмозданна грамота і 13 вересня 1859 року нова церква була освячена. За винятком невеликого періоду в кінці і після німецько-радянської війни (до 1947 року) вона була діючою.

## Населення
- 1859—1204 осіб
- 1897—2003 осіб
- 1906—2280 осіб
- 2010—469 осіб